# XIe Congrès olympique
Le XIe Congrès olympique, aussi connu comme la 84e session du Comité international olympique, est une réunion du Comité international olympique qui s'est tenue à Baden-Baden, en Allemagne, du 23 au 28 septembre 1981.

## Organisation
Le Congrès se tient au Kurhaus de Baden-Baden (en). La ville fut choisie par le président du comité olympique allemand, Willi Daume (de), car elle avait déjà accueilli la 60e session du CIO en 1963.
Organisé un an après les Jeux olympiques d'été de 1980 à Moscou, boycottés par une cinquantaine de pays, et alors que le CIO traverse une crise sans précédent dans son histoire, marquée par les tensions géopolitiques dues à la guerre froide, ce Congrès vise à restaurer la crédibilité de l'olympisme et du CIO. Le thème de celui-ci est « United by and for Sport » en anglais soit « Unis par et pour le sport ».
C'est le premier que préside Juan Antonio Samaranch, qui est à la tête du CIO depuis 1980. Au total, 469 personnes prennent part à ce Congrès.
En 1997, la ville de Baden-Baden se voit remettre le titre de ville olympique par le CIO en reconnaissance de son implication dans le mouvement olympique.

## Déroulement
Le Congrès est ouvert par Karl Carstens, président de la RFA. Salué par Jean-Paul II et Kurt Waldheim, alors Secrétaire général de l'ONU, il compte parmi ses invités le prince le prince Philippe et Phillip Noel-Baker, prix Nobel de la paix en 1959.
Le discussions, étalées sur trois jours, portent notamment sur :
- l'avenir des Jeux olympiques, notamment le maintien de l'amateurisme ;
- la coopération internationale dans la lutte contre le dopage et l'aide aux pays en développement, via le programme de solidarité olympique ;
- l’avenir du mouvement olympique et l'affirmation de la place dominante du CIO vis-à-vis des fédérations internationales et des CNO[3].

Ce Congrès marque aussi les prémices de la commission des athlètes, dont un membre participe depuis aux discussions de chacune des autres commissions. En effet, Seb Coe, Kip Keino et Vladislav Tretiak prononcent chacun un discours, initiant ainsi l'implication directe des sportifs dans la gouvernance olympique.

## Élections

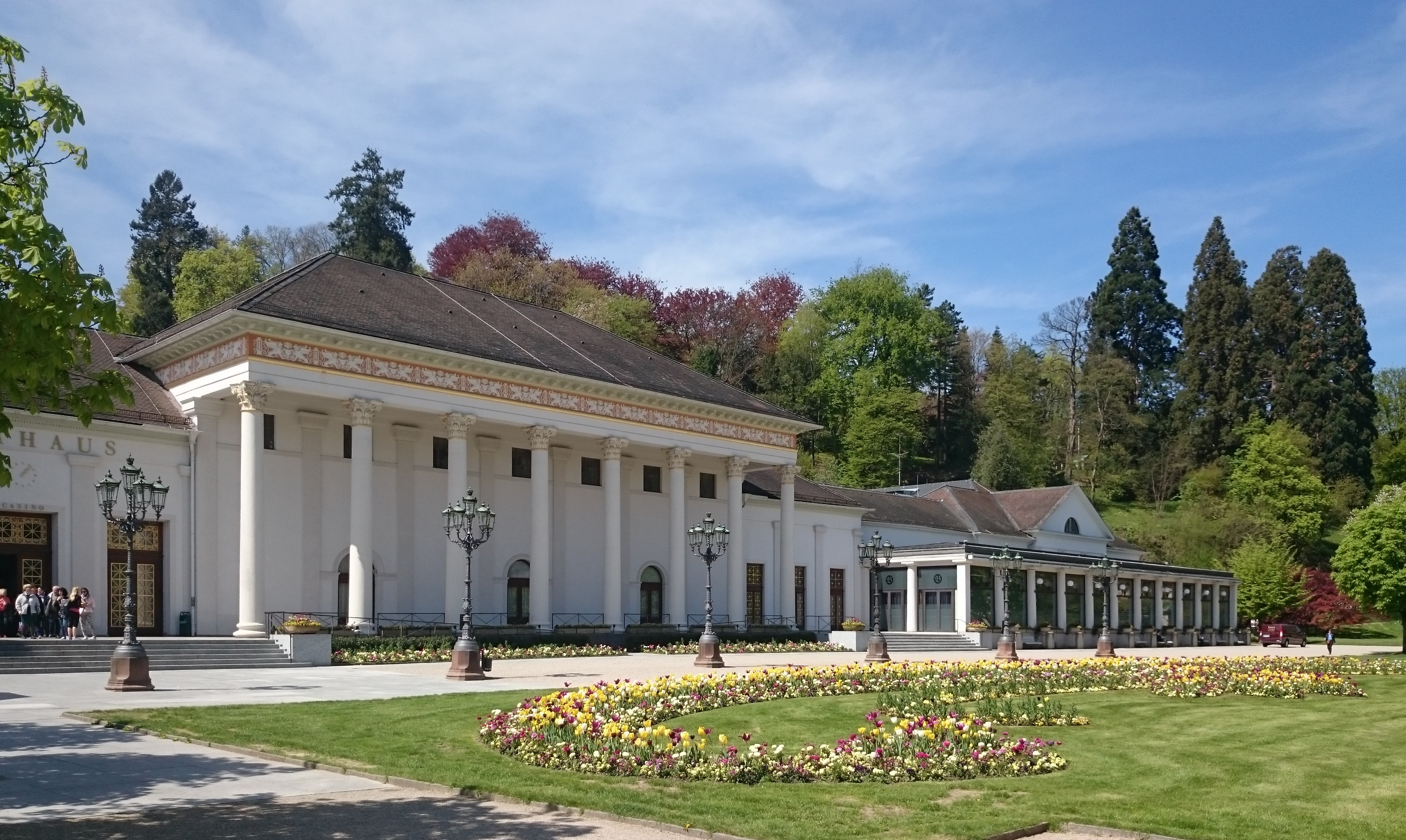
Le Kurhaus de Baden-Baden où se tient le Congrès.

La 84e session se tient dans la foulée du Congrès, du 29 septembre au 2 octobre 1981. Durant cette session, deux futures villes hôtes des Jeux olympiques sont élues, à savoir Calgary pour les Jeux d'hiver et Séoul pour les Jeux d'été, toutes deux pour l'année 1988.

### Votes pour les Jeux olympiques d'hiver de 1988
| Ville candidate   | Pays   | 1er tour | 2d tour |
| ----------------- | ------ | -------- | ------- |
| Calgary           | Canada | 35       | 48      |
| Falun             | Suède  | 25       | 31      |
| Cortina d'Ampezzo | Italie | 18       | —       |

### Votes pour les Jeux olympiques d'été de 1988
| Ville candidate | Pays         | 1er tour |
| --------------- | ------------ | -------- |
| Séoul           | Corée du Sud | 52       |
| Nagoya          | Japon        | 27       |